# Galaxaura
Galaxaura (Oudgrieks: "Melkig briesje") is in de Griekse mythologie een van de drieduizend oceaniden, de kinderen van Oceanus en Tethys.
Haar naam is samengesteld uit de Griekse woorden galaktos (melk) en aura (briesje). Ze was een godin van de wolken en personifieerde de dunne, hoogdrijvende wolken. Galaxaura vergezelde onder andere de godinnen Persephone, Artemis en Athene. Haar zusters Hippo, Polydora, Phaino en Thoë waren ook godinnen van de wolken.